# Ніколи не слабшати
Ніколи не слабшати (англ. Never Weaken) — американський комедійний трилер режисера Фреда С. Ньюмейера 1921 року.

## Сюжет
Дівчину Гарольда хочуть звільнити, тому що її бос — практикуючий лікар, залишився без пацієнтів. Гарольд зголосився знайти пацієнтів.

## У ролях
- Гарольд Ллойд — хлопець
- Мілдред Девіс — дівчина
- Рой Брукс — інший хлопець
- Марк Джонс — акробат
- Чарльз Стівенсон — поліцейський
- Вільям Гіллеспі — лікар
- Хелен Гілмор
- Воллес Хоу
- Гейлорд Ллойд